# فريق فيراري
}}

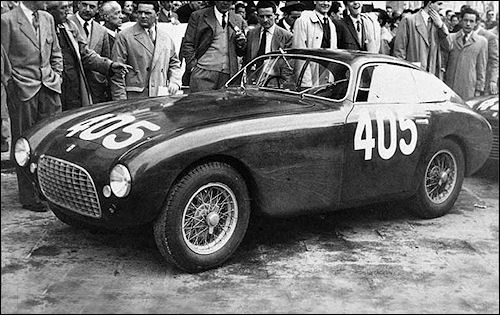
فرييق فيراري عام 1951

فريق فيراري (بالإيطالية: Scuderia Ferrari) هو الاسم المعطى لقسم غيستيون سبورتيفا، وهو القسم المعني بسباق السيارات من شركة فيراري للسيارات. وبالرغم من المشاركة في عدد من أنشطة السباقات العديدة لزبائن فيراري وفرق خاصة أخرى، فقد وجهت الشركة اهتماماتها واستثماراتها حديثا إلى فريق الفورملا 1 المعروف باسم سكودريا فيراري. يعني اسم سكودريا فيراري بالإيطالية «فيرارى الجامح»، ولكن يترجم الاسم بشكل عام إلى «فريق فيراري».
تأسس الفريق على يد اينزو فيراري في عام 1929، وكان يتسابق منذ البدء بسيارات من إنتاج ألفا روميو. وبحلول عام 1947 بدأت فيراري في بناء سياراتها الخاصة. من بين إنجازاتها المهمة خارج الفورمولا واحد، الفوز ببطولة العالم للسيارات الرياضية، وسباق لومان 24 ساعة، وسباق دايتونا 24 ساعة، وسباق سيبرينغ 12 ساعة، وسباق سبا 24 ساعة. يملك الفريق قاعدة جماهيرية كبيرة ومتحمسة تعرف باسم التيفوزي.
شارك فريق فيراري لأول في مسابقات الفورملا 1 في عام 1950 م (وكانت أول سيارة لها من نوع تيبو 125 أف 1) مما يجعله أقدم وأنجح فريق يشارك في البطولة. يملك الرقم القياسي بـ 16 بطولة للصانعين. كانت آخرها في عام 2008. كما يحمل الفريق الرقم القياسي لأكبر عدد من بطولات السائقين برصيد 15 بطولة، فاز بها تسعة سائقين مختلفين. قاد سيارات الفريق في أفضل سنواته الألماني مايكل شوماخر، الذي اعتزل في نهاية موسم 2006، والألماني سيباستيان فيتيل، والفينلندي كيمي رايكونين الذي حل بدلا عن شوماخر في الفريق، قادما من فريق ماكلارين -مرسيدس، ثم أتى الإسباني فرناندو ألونسو قادما من فريق رينو بدلا عن رايكونين.ومنذ عام 2021 حتى نهاية موسم 2024  كان يقود الفريق كلاً من الإسباني كارلوس ساينز جونيور و شارل لوكلير من موناكو .حالياً يقود في الفريق شارل لوكلير والبريطاني لويس هاملتون قادما من فريق مرسيدس عام 2025. وانتقل كارلوس ساينز جونيور إلى فريق ويليام .الطاقم الفني للفريق يتكون من المدير الفرنسي فردریك فاسور، والمدير الفني لويك سيرا.

## وصلات خارجية
- Official Scuderia Ferrari page